# 千禧塔 (維也納)

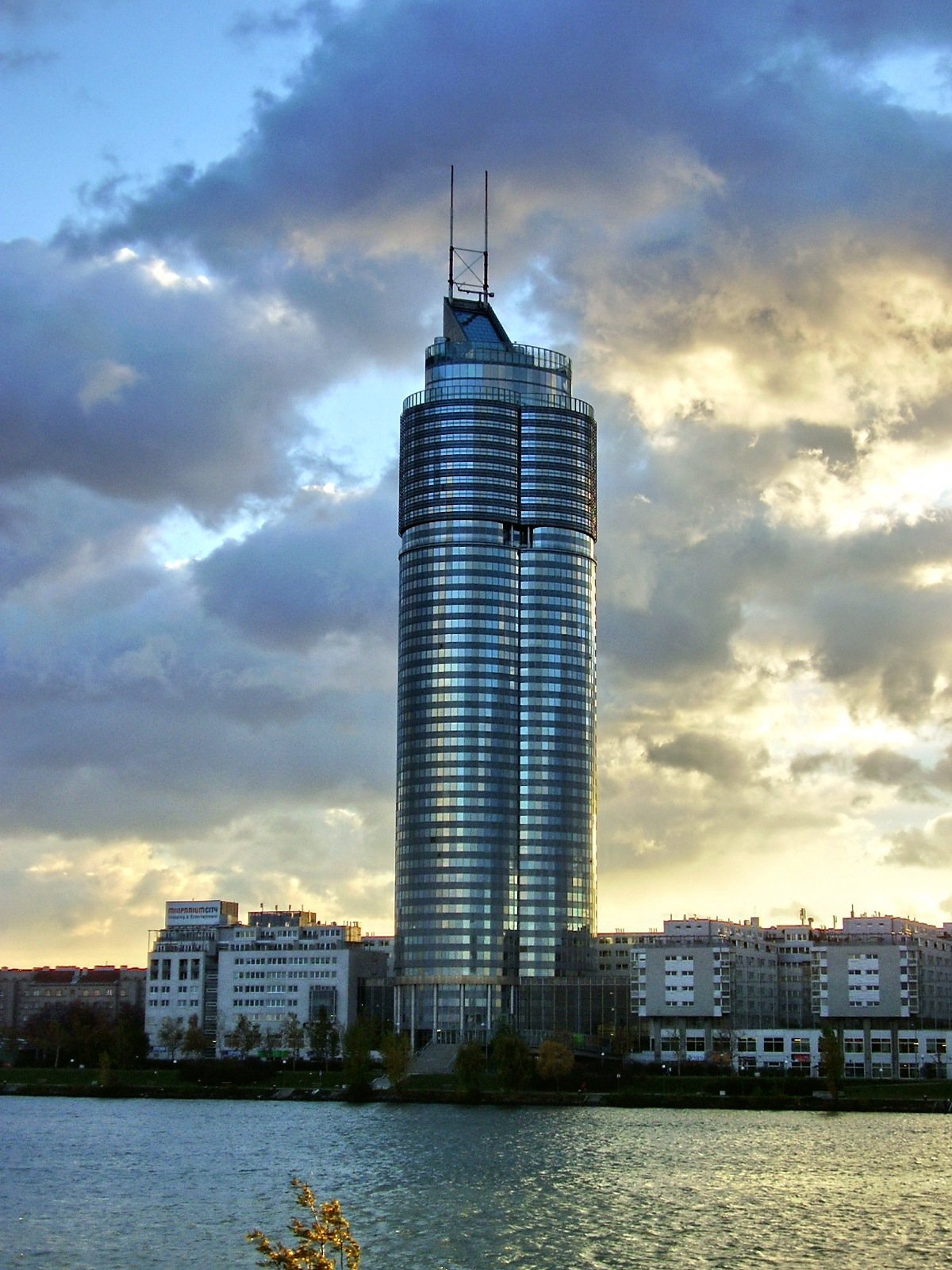

千禧塔（Millennium Tower）是奧地利首都維也納的一座建築，也是奧地利第二高的建築，高171（561英尺）。這座建築位於布里吉特瑙。若加上屋頂天線的話，這座建築高202（663英尺）。這座建築內有9組電梯。

## 外部連結
- Official Millennium-City-Homepage (German) （页面存档备份，存于）
- Millennium Tower at Emporis.com, general database of skyscrapers （页面存档备份，存于）
- Millennium Tower at SkyscraperPage.com